# المدينة القديمة لتارودانت
المدينة القديمة لتارودانت هي أقدم جزء مُسوّر في مدينة تارودانت بالمغرب. تُصنف على أنها تراث ثقافي وطني، حيث تحاط بسور فريد عظيم، ولا شك في أن هذا السور باهر بحجمه، وجماله، وأكثر من ذلك، بحمولته التاريخية، ومعلمةً من معالم تاريخ المغرب المكشوف أمام الزوار الذين لا يفوّتون فرصة التنزه حولها أو داخلها.

## التاريخ
أُسست المدينة القديمة لتارودانت في القرن السادس عشر وكانت أول عاصمة لسلالة السعديين قبل انتقالهم إلى مراكش.

## أسوار المدينة
تحيط بالمدينة القديمة جدران طولها 6 كم تقريبًا، وتحتوي على أكثر من 100 مزغل، وبها حوالي 9 بوابات مستخدمة حاليًا.

## صور

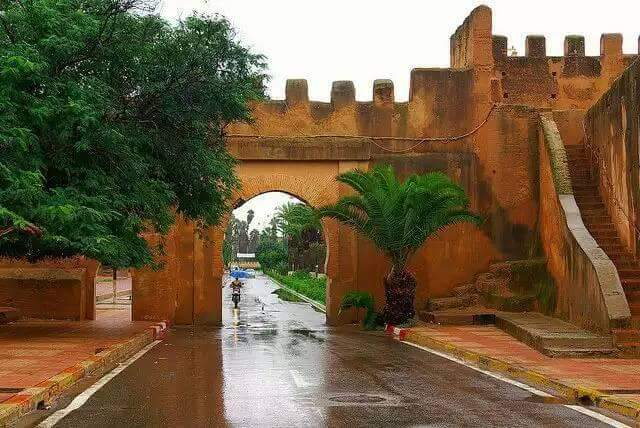
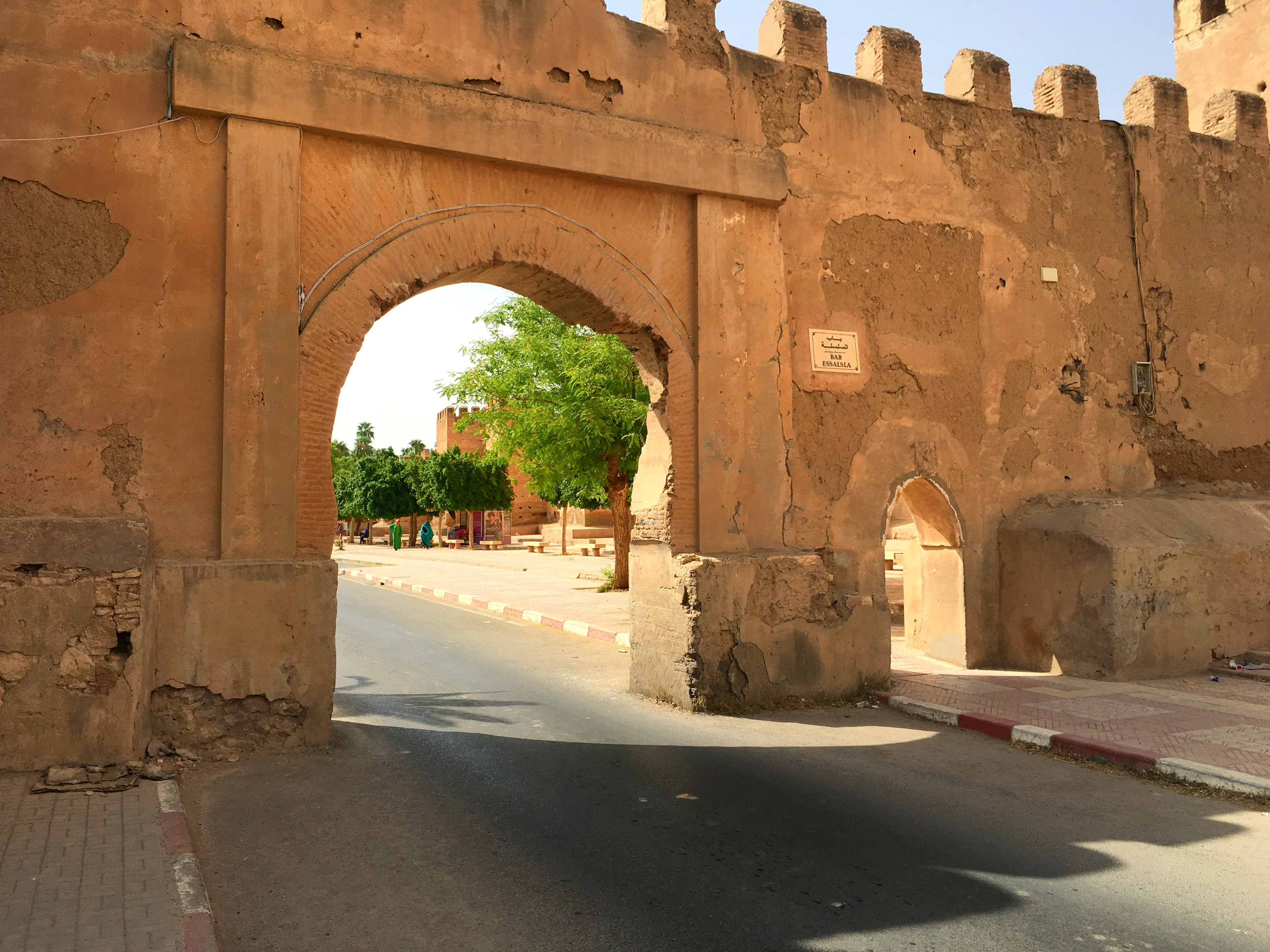
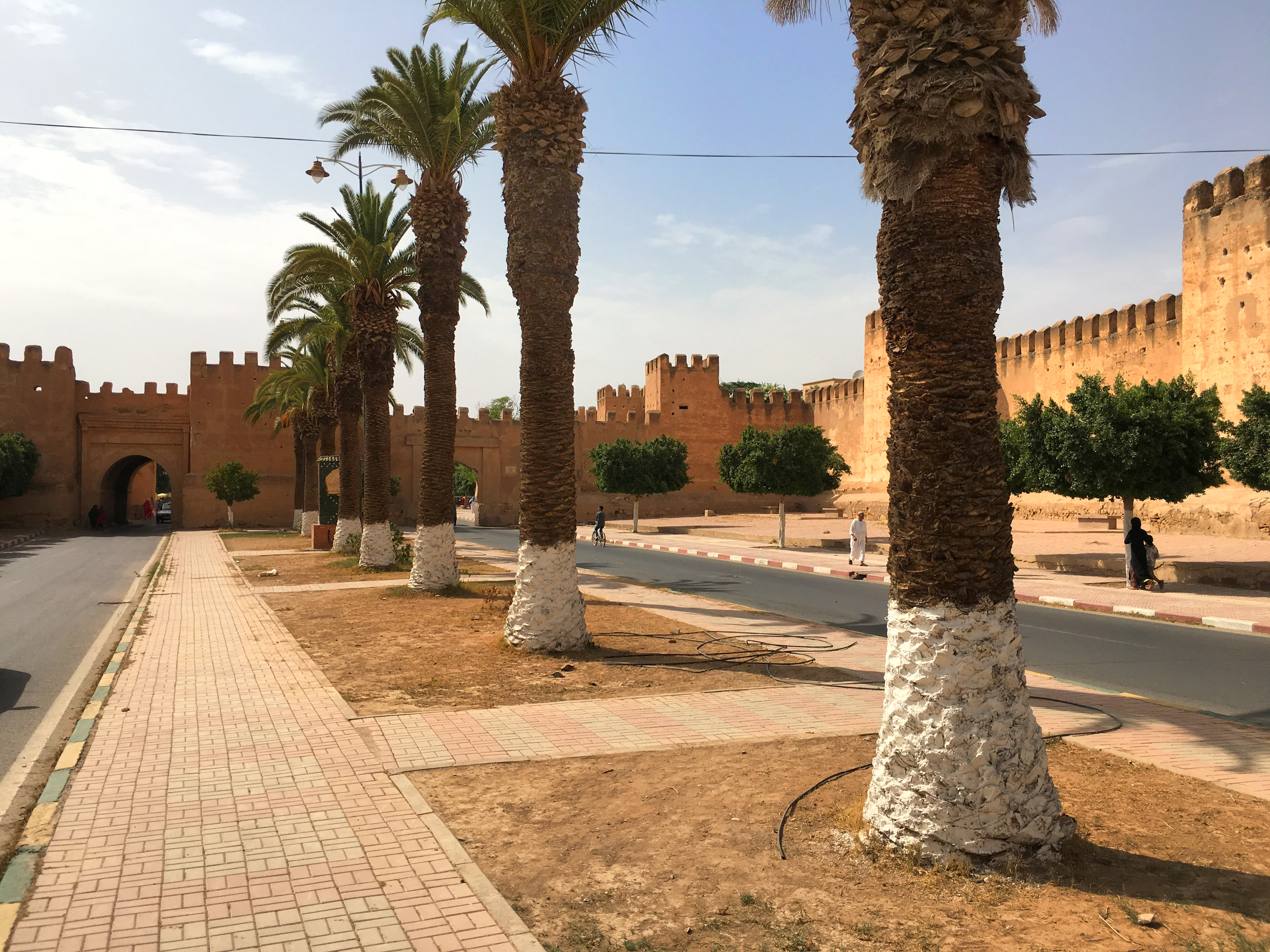
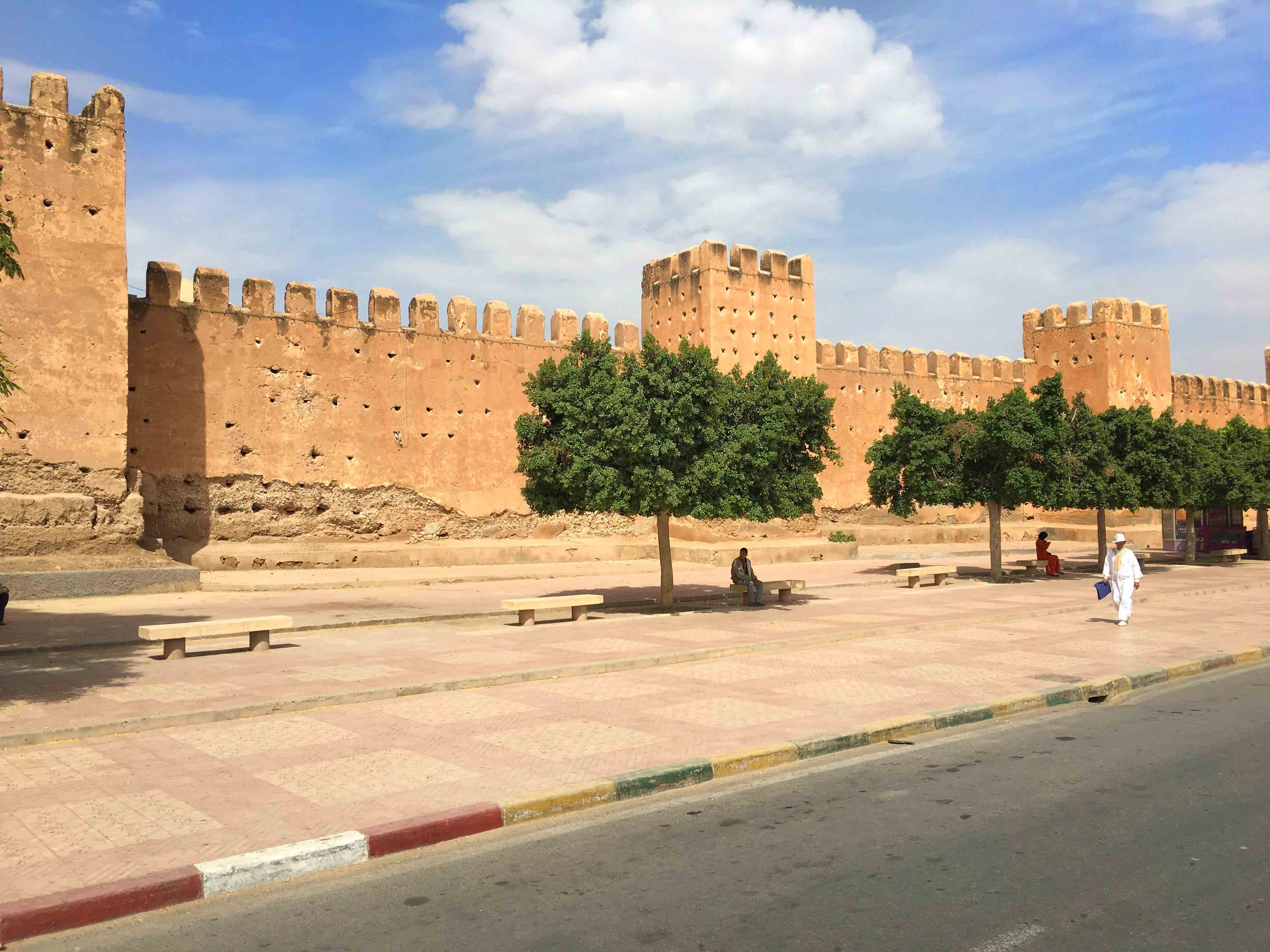